# Kopanka Druga
Kopanka Druga (też: Kopanów; do 1945 Klein Hoppenau) – osada w Polsce położona nad rzeką Nogat w województwie warmińsko-mazurskim, w powiecie elbląskim, w gminie Gronowo Elbląskie, na obszarze Żuław Elbląskich. Pierwsze informacje o osadzie datowane są na rok 1632. Zasiedlona od początku XVII wieku przez osadników holenderskich - Mennonitów z Fryzji. Osada powstała początkowo jako kolonia "Kopanki Pierwszej" z czasem usamodzielniła się jako wieś.
W latach 1975–1998 miejscowość administracyjnie należała do województwa elbląskiego.
Zobacz też: Kopanka, Kopanka Pierwsza